# Subterranean Homesick Blues
«Subterranean Homesick Blues» es una canción compuesta por el cantante estadounidense Bob Dylan, e incluida en su álbum Bringing It All Back Home, editado el 22 de marzo de 1965.
Esta canción fue motivo en 1965 de uno de los primeros vídeos musicales de la historia de la música, en el cual Dylan expone y desecha tacos de tarjetas con distintas palabras y frases de la canción. Durante el video, el poeta Allen Ginsberg hace una breve aparición a modo de cameo.

## Influencia en la cultura popular
- La banda australiana INXS hace tributo al video de esta canción en el videoclip de la canción Mediate, donde los integrantes de la banda salen con carteles escritos con fragmentos de la canción. Curiosamente, la mayoría de la gente pensaba que Need You Tonight (#1 en el U.S. Billboard Hot 100) y Mediate eran una misma canción, por lo que se llegaba a comentar erróneamente que la parte final del video Need You Tonight se inspiró en el de Bob Dylan.
- "Weird Al" Yankovic hace una parodia de la canción y del vídeo de "Subterranean Homesick Blues" en el tema "Bob".
- Harry Nilsson la interpretó junto con John Lennon para su álbum Pussy Cats de 1974.
- Radiohead hizo una canción titulada «Subterranean Homesick Alien» sobre la alienación en el mundo moderno.
- La banda californiana Red Hot Chili Peppers tiene una versión de esta canción en su disco de 1987 The Uplift Mofo Party Plan.
- La revista Rolling Stone la incluyó en la lista de las 500 mejores canciones del rock, en la posición 332.
- El artista argentino Andrés Calamaro rinde homenaje a la canción de Bob Dylan en el videoclip de «Te quiero igual» (1999), en el que también arroja papeles con frases de la letra.
- El músico argentino Charly García hace un homenaje a esta canción en el videoclip de «Yendo de la cama al living» (1982), en el que arroja tarjetas con palabras de la letra.
- En el video de despedida del rapero Iñigo Puertas Paz, se homenajeaba en un apartado el video de esta canción.